# Тімо Гюберс
Тімо Бернд Гюберс (нім. Timo Hübers, нар. 20 липня 1996, Гільдесгайм, Німеччина) — німецький футболіст, центральний захисник клубу «Кельн».

## Ігрова кар'єра
Тімо Гюберс є вихованцем клубу «Ганновер 96», куди він перебрався у 2008 році зі свого рідного міста. У складі юнацької команди клубу (U-19) става срібним призером юнацької першості Німеччини.
Але першу гру на професійному рівні футболіст провів у другій команді клубу «Кельн» у серпні 2015 року в Регіональній лізі.
Влітку 2016 року футболіст повернувся до «Ганновера», але отримана травма змісила гравця залишатися поза грою майже рік. Тільки у травні 2017 року Гюберс зміг вперше після травми зіграти за другу команду «Ганновера». Навесні 2018 року тренери почали залучати футболіста до занять першої команди, і у квітні того року Гюберс дебютував у турнірі Бундесліги.
У серпні 2018 року на тренувальному зборі футболіст отримав травму коліна, через яку пропусти повністю сезон 2018/19. Пізніше захисник переніс ще одну операцію і зміг приступити до тренувань лише на початку 2020 року. Першу гру після повернення до гри Гюберс провів лише 23 лютого 2020 року у Другій Бундеслізі.
Влітку 2021 року Тімо Гюберс як вільний агент повернувся до складу «Кельна» і в серпні зіграв першу гру в команді у турнірі Кубку Німеччини.